# 구마타니촌
구마타니촌(熊谷村)은 오카야마현 아테쓰군에 있던 촌이다. 현재의 니미시에 해당한다.

## 역사
- 1889년 6월 1일 - 정촌제 시행에 의해 아카군 구마타니촌이 발족하였다.
- 1900년 4월 1일 - 뎃타군과 아카군(일부)가 합병해 아테쓰군이 되었다.
- 1954년 6월 1일 - 가미이치정, 니미정, 미요시촌, 이시가사토촌, 도요나카촌, 구사마촌, 스고촌과 합병, 시로 승격해 니미시가 발족, 동일 구마타니촌은 폐지되었다.

## 참고문헌
- 角川日本地名大辞典 33 岡山県
- 『市町村名変遷辞典』東京堂出版、1990年。